# 馬里昂 (蒙大拿州)
馬里昂（英語：Marion）是位於美國蒙大拿州弗拉特黑德縣的普查規定居民點。

## 歷史
馬里昂的郵局於1892年設立，1894年關閉後又於1906年重啟，營運至今。

## 人口
根據2020年美國人口普查的數據，馬里昂的面積為43.82平方千米，當中陸地面積為43.69平方千米，而水域面積為0.13平方千米。當地共有人口1119人，而人口密度為每平方千米25.54人。